# Bernard Genghini
Bernard Genghini (født 18. januar 1958 i Soultz-Haut-Rhin, Frankrig) er en tidligere fransk fodboldspiller og nuværende fodboldtræner, der som midtbanespiller på det franske landshold var med til at vinde guld ved EM i 1984 og nå semifinalerne ved både VM i 1982 og VM i 1986. 
På klubplan var Genghini tilknyttet de franske klubber FC Sochaux, AS Saint-Étienne, AS Monaco, Olympique Marseille og Girondins Bordeaux, og havde desuden et kort ophold i schweiziske Servette FC.